# Gitti Fuentes
Gitti Gisela Fuentes Gutiérrez conocida como Gitti Fuentes (Viña del Mar, 10 de noviembre de 1980) es una cantautora y compositora chilena.

## Biografía
Gitti Fuentes nace en la octava región de Chile el 10 de noviembre de 1980.
Desde muy pequeña Gitti Fuentes fue incentivada por su familia, principalmente por su madre profesora de Biología Mónica Gutiérrez Hauser, a practicar danza infantil, siendo su primer acercamiento a distintos estilos musicales, tales como: clásico, español, árabe, entre otros, y realizando sus primeras presentaciones artísticas en los escenarios.
En enero de 1991, a la edad de 10 años, Gitti Fuentes se trasladó junto a su familia a la ciudad de Viña del Mar (Quinta región de Chile) por el trabajo de su padre, el profesor de Matemática y Física Hugo Fuentes Briones.
En Viña del Mar Gitti Fuentes continua con su práctica de danza infantil y, además, incorpora a su faceta artística el sueño que siempre tuvo de leer música y tocar flauta dulce; con este instrumento comienza a comprender el desarrollo de una melodía y la interpretación de la misma.
Desde 1995, a la edad de 14 años, Gitti Fuentes es invitada a participar en distintos coros donde, poco a poco, aprende  a cantar al mismo tiempo que comienza a componer melodías y a escribir las letras de sus primeras canciones acompañándose de una guitarra. Con dos de sus temas: “Soy Tu Amigo” (1997) y “Esperanza de Vivir” (1998), participa en el tradicional Festival del Cantar Estudiantil del Liceo Parroquial San Antonio, su colegio, donde obtiene el Primer lugar por dos años consecutivos en la Competencia del Género Original.
Gitti Fuentes egresó del Liceo Parroquial San Antonio en 1998 a la edad de 18 años.
Durante 1999 y 2000 Gitti Fuentes, desviándose de su línea musical, estudia Ingeniería Civil Industrial en la Universidad Católica de Valparaíso, carrera que abandona para retomar su camino musical.
Entre 2001 y 2003 Gitti Fuentes estudia canto lírico en el Conservatorio de la Universidad Católica de Valparaíso con la profesora Eunice San Martín. Paralelo a lo anterior, durante 2002 y 2003 estudia Licenciatura en Música en la misma institución; con esta experiencia comprende aspectos musicales fundamentales como son: las bases de armonía, análisis, lectura y escritura musical, iniciación en guitarra clásica y piano, entre otros.
Durante el mismo año 2003 Gitti Fuentes estudia canto popular y decide dedicarse a la composición de música popular antagónica a la postura clásica de sus estudios de licenciatura, razón por la que durante 2004 se enfoca en estudiar canto e interpretación en academias de música popular.
Durante 2005 Gitti Fuentes graba su primer disco demo que incluye siete de sus composiciones en sus primeras versiones: “Amor Vampiro”, “Días de Felicidad”, “Siempre Habrá Amor”, “Basta, quiero ser libre otra vez”, “Maldito Dinero” “Aquel Día” y “Siempre Tuya”; experiencia muy enriquecedora para su crecimiento musical-profesional y personal. Para esta labor contó con la colaboración de: Sebastián Ramírez (guitarras); José “Roland” Godoy (piano y teclados); Ricardo Peña (Bajo),  Rubén Sandoval (Batería) y Daniel Gamboa (Flauta Traversa).
Durante 2007 Gitti Fuentes graba profesional e independientemente seis de sus temas con el productor musical Danny Ventura. Con este trabajo, en marzo de 2008, vio la luz su disco demo Homónimo “Gitti Fuentes” con un estilo pop-rock el cual incluye cinco de los temas mencionados en el párrafo anterior: se eliminan los temas “Maldito Dinero” y “Aquel día” y se incorpora el tema “Es Verdad, Es Real”; en esta misma fecha, también lanza la primera versión de su sitio web oficial. En diciembre del mismo año amplía su disco incorporando dos nuevos tracks: “Amor Vampiro” en su versión remix y, “Just to Feel Alive”, su primer tema inglés.
Durante 2008 dos de sus temas: “Amor Vampiro” y “Siempre Habrá Amor” sonaron en la entonces naciente Radio Punto Siete de Valparaíso, de la Radio Bio Bio.
Durante e2009 Gitti Fuentes comienza a estudiar piano funcional y formar una banda de Rock-Pop, para lo cual llevó a cabo un casting de selección el 30 de noviembre del mismo año. Desde entonces, Gitti Fuentes deja ser un proyecto musical solista y se transforma en un proyecto de banda musical de rock-pop llamado "Gitti" y conformada por: Carlos Piña (Guitarra y coros), Sebastián Gordon (Guitarra y coros), Joaquín Mery (Batería) y Gitti Fuentes (Voz). 
Durante 2010 la banda Gitti realiza arreglos Rock-Pop para los temas del disco homónimo Gitti Fuentes proyecto que les permite conocerse, ensamblarse y crecer como grupo humano y profesional; más tarde, la agrupación comienza con su propio proyecto musical, la composición y grabación de su disco debut Rock-Pop inglés-español, con la producción de Edel Sáez; posteriormente la banda define su nuevo nombre, "Pressure" manteniendo a cuatro de los cinco integrantes iniciales en su nueva formación. Pressure saca su disco debut homónimo a la luz el tercer trimestre del 2014.

## Discografía
| 2007 Disco Homónimo Gitti Fuentes Productor musical Danny Ventura. • “Siempre Habrá Amor” (Autora y Compositora Gitti Fuentes) • “Basta (Quiero Ser Libre Otra Vez)” (Autora y Compositora Gitti Fuentes) • “Amor Vampiro” (Autora y Compositora Gitti Fuentes) • “Siempre Tuya” (Autora y Compositora Gitti Fuentes) • “Mi Amor (Días de Felicidad” (Autora y Compositora Gitti Fuentes) • “Es Verdad, Es Real” (Autora y Compositora Gitti Fuentes) • “Just To Feel Alive” (Autor Ignacio Velásquez, Vocal Coach Pamela Castro, Arreglista Edel Sáez, Compositora Gitti Fuentes). • “Amor Vampiro” (Remix) (Autora y Compositora Gitti Fuentes) |

## Singles
•	“Siempre Habrá Amor”, “Amor Vampiro” (Radio Punto Siete de Valparaíso de Chile)